# Kurarua rubida
Kurarua rubida är en skalbaggsart som beskrevs av J. Linsley Gressitt och Yves Rondon 1970. Kurarua rubida ingår i släktet Kurarua och familjen långhorningar.
Artens utbredningsområde är Laos. Inga underarter finns listade i Catalogue of Life.